# Glen Coe

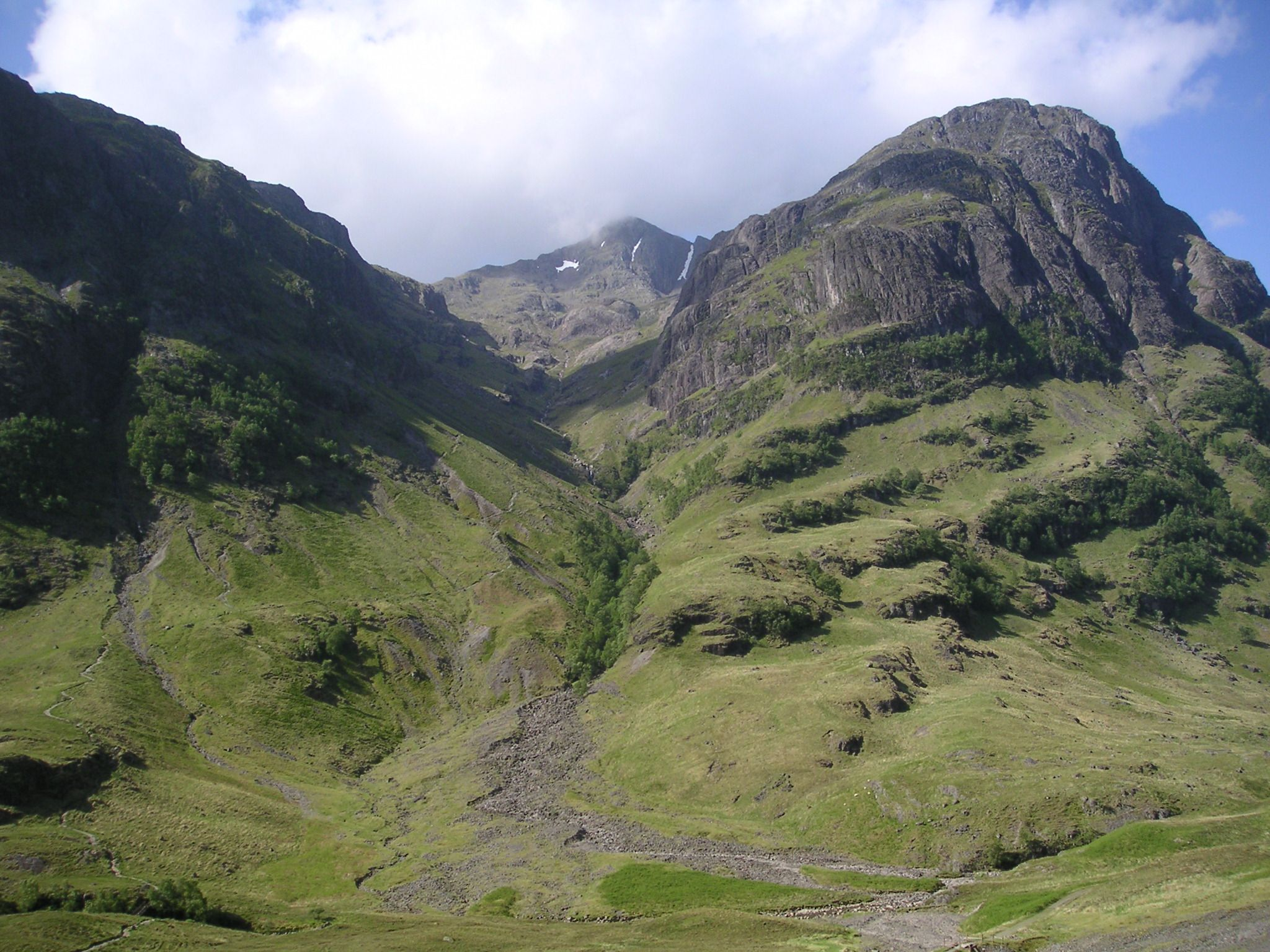
Glen Coe

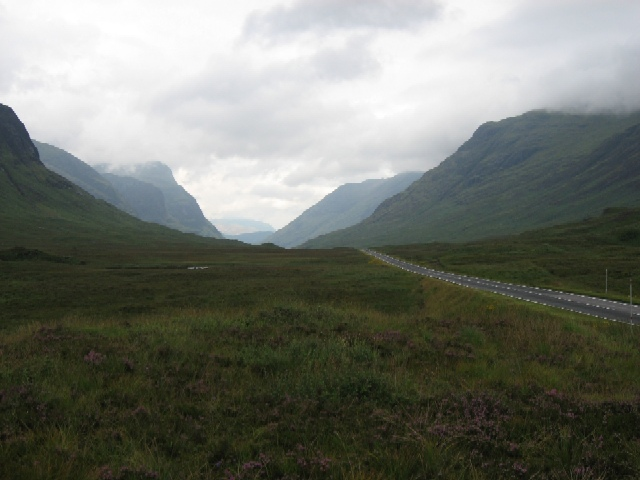
A 82 i Glen Coe

Glen Coe  (skotsk gaeliska: Gleann Comhan [klan̪ˠˈkʰo.ən̪ˠ]) är en trång dal (glen) i skotska höglandet i Skottland. Den ligger i den södra delen av Lochaber i kommunerna Highland och[källa behövs] Argyll and Bute, och var tidigare en del av grevskapet Argyll. Enda by i dalen är Glencoe. Här mynnar floden Coe ut i havsbukten Loch Leven – en sidoarm till Loch Linnhe. Dalen räknas ofta som en av de mest spektakulära och vackraste platserna i Skottland, och har status som National Scenic Area tillsammans med Ben Nevis. Dalen omges av vilda och höga berg. Glen Coe är omtyckt av vandrande och skidåkande turister. Besökare utgår ofta från det närbelägna Fort William, som kan nås via vägen A 82.
Dalen är U-formad och formad av en glaciär. Den är omkring 16 kilometer lång och bredden längs dalbottnen är mindre än 700 meter, och är särskilt smal vid Pass of Glen Coe ungefär halvvägs inne.
Geologiskt är Glen Coe resterna efter en gammal supervulkan som hade utbrott med en styrka på VEI-8. Utbrottet skedde för omkring 420 miljoner år sedan under silur och vulkanen har länge varit utslocknad.

## Historia
Dalen har uppstått genom att den exploderade vulkanen ytterligare eroderats av glaciärer.
Från omkring 1000-talet till 1308, då den erövrades av den sedermera skotske kungen  Robert I Bruce, hörde dalen till MacDougallklanen. MacDonaldklanen, som stridit med Robert, tog därefter kontrollen över dalen och bergen. Omkring 1500 började de fattigare höglandsklanerna, såsom MacDonalds, stjäla boskap av de rikare låglandsklanerna. Därav uppstod också en rivalitet mellan  MacDonalds och Campbells, som också hade stridit under Robert Bruce, men som ändock bara fått Glen Lyon utanför Perth i lågländerna. Till följd av allt talrikare rövaröverfall över århundradena fick Glen Coe-klanen till slut dåligt rykte hos alla sina grannar. 1692 genomförde kungliga soldater Glencoemassakern, varvid 38 invånare i dalen togs av daga. Efter denna händelse, som för många skottar framstår som bottennivån i deras klanhistoria, normaliserades åter förhållandena mellan McIans (gren av MacDonaldsklanen), som dominerade dalen, och de andra klanerna.

## Övrigt
Flera kända filmer är inspelade i Glen Coe eller dess omnejd, bland andra Highlander, Braveheart, Rob Roy och Harry Potter och fången från Azkaban.